# Климово (Полтавская область)
Климово (укр. Климове) — село,
Куйбышевский сельский совет,
Шишацкий район,
Полтавская область,
Украина.
Код КОАТУУ — 5325782703. Население по переписи 2001 года составляло 24 человека.

## Географическое положение
Село Климово находится на левом берегу реки Стеха, которая через 1,5 км впадает в реку Псёл,
выше по течению на расстоянии в 0,5 км расположено село Ковалёвка,
ниже по течению на расстоянии в 1 км расположено село Малый Перевоз.